# 876. grenadirski polk (Wehrmacht)
876. grenadirski polk (izvirno nemško 876. Grenadier-Regiment; kratica 876. GR) je bil pehotni polk Heera v času druge svetovne vojne.

## Zgodovina
Polk je bil ustanovljen 12. februarja 1943 kot okrepljeni grenadirski polk. 7. marca je bil polk preimenovan v 178. grenadirski polk.